# Bongomassivet
Bongomassivet (franska: Massif des Bongos, Chaîne des Mongos, Monts des Bongos, Chaine des Bongos) är en bergskedja i Centralafrikanska republiken.   Den ligger i prefekturen Bamingui-Bangoran, i den centrala delen av landet, 600 km nordost om huvudstaden Bangui.
I omgivningarna runt Massif des Bongo växer huvudsakligen savannskog. Trakten runt Massif des Bongo är nära nog obefolkad, med mindre än två invånare per kvadratkilometer.